# با من حرف بزن (فیلم ۲۰۲۲)
با من حرف بزن (انگلیسی: Talk to Me) فیلم ترسناک فراطبیعی استرالیایی محصول ۲۰۲۳ به کارگردانی دنی و مایکل فیلیپو و نویسندگی دنی فیلیپو و بیل هینزمن است که بر اساس طرح مفهومی اثر دیلی پیرسون ساخته شد. این فیلم به گروهی از نوجوانان می‌پردازد که متوجه می‌شوند می‌توانند با استفاده از یک دست مومیایی‌شدهٔ مرموز با ارواح ارتباط داشته باشند اما در نهایت نسبت به قوانین بی‌توجهی می‌کنند و از حد و مرزها فراتر می‌روند.
با من حرف بزن در ۳۰ اکتبر ۲۰۲۲ در جشنواره فیلم آدلاید به نمایش درآمد و در ۲۷ ژوئیهٔ ۲۰۲۳ در استرالیا اکران شد. این فیلم نقدهای مثبتی از سوی منتقدان کسب کرد و بیش از ۹۲ میلیون دلار در سراسر جهان فروش داشت در حالی که بودجهٔ ساخت آن ۴٫۵ میلیون دلار بود. دنباله‌ای از این فیلم در حال ساخت است.

## خلاصه داستان
در یک مهمانی خانهٔ شلوغ، کول به دنبال برادرش داکت می‌گردد. وقتی کول داکت را پیدا می‌کند و سعی می‌کند او را به خانه بیاورد، داکت برادرش را قبل از اینکه به صورت مرگبار خنجر بزند، چاقو می‌زند.
در همین حال، میا ۱۷ ساله با دومین سالگرد مرگ مادرش رئا بر اثر مصرف بیش از حد و رابطه دور او با پدرش مکس دست و پنجه نرم می‌کند. هنگام رانندگی در شب، با یک کانگورو مجروح برخورد می‌کند، اما نمی‌تواند آن را از بدبختی نجات دهد. میا، بهترین دوستش جید، و برادر کوچک جید، رایلی، مخفیانه به یکی از بسیاری از گردهمایی‌هایی که هیلی و جاس میزبانی می‌کنند، می‌روند، جایی که جذابیت اصلی دستی بریده و مومیایی شده با منشأ مرموز است. گرفتن دست و گفتن «با من صحبت کن» به شخص اجازه می‌دهد تا با یک روح ارتباط برقرار کند و سپس با گفتن «به تو اجازه دادم وارد شوی» می‌شود و روح را قادر می‌سازد تا آنها را تصرف داشته باشد. این ارتباط باید قبل از نود ثانیه قطع شود تا از اتصال ارواح به آن شخص جلوگیری شود. میا داوطلب می‌شود که اول برود و روحی که تمرکز خطرناکی روی رایلی نشان می‌دهد تسخیر می‌شود. جاس و هیلی موفق می‌شوند ارتباط را قطع کنند، اما تنها پس از گذشت اندکی از محدودیت زمانی.
میا، از احساسی که دست برای او به ارمغان آورد، به وجد آمده است، همراه با جیمز (دوست رایلی)، هیلی، جاس و دوست پسر جید، دانیل، شب بعد در خانه جید جمع می‌شوند. جید اجازه نمی‌دهد که رایلی و جیمز در آن شرکت کنند، اما بقیه (به استثنای جید) از سرخوشی مالکیت لذت می‌برند. وقتی جید اتاق را ترک می‌کند، میا تسلیم می‌شود و به رایلی اجازه می‌دهد تا به نوبت برسد. به نظر می‌رسد که رایلی در تسخیر روح رئا است که سعی می‌کند با میا آشتی کند. میا گروه را از پایان دادن به مالکیت بازمی‌دارد تا به صحبت کردن با رئا ادامه دهند، بدون توجه به محدودیت زمانی. ارواح بر بدن رایلی غلبه می‌کنند و با کوبیدن مکرر صورتش به میز او را وادار به خودکشی می‌کنند و در شرایط وخیم در بیمارستان بستری می‌شود. میا، که اکنون توسط رؤیاهای رئا تسخیر شده است، توسط جید و مادرش سو، که هر دو او را به خاطر جراحات رایلی سرزنش می‌کنند، دور می‌شوند. میا با گرفتن مخفیانه دست مومیایی شده، مکرراً از آن برای تماس با ریا استفاده می‌کند، که اصرار دارد که مرگ او تصادفی بوده و باید به رایلی کمک کند، که هنوز تسخیر شده است و هر بار که به هوش می‌آید، اقدام به خودکشی می‌کند.
هیلی و جاس به میا، جید و دانیل می‌گویند که از کجا دستشان را گرفته‌اند و توضیح می‌دهند که ارواح می‌توانند از مردم تقلید کنند. آن‌ها کول را دنبال می‌کنند که می‌گوید تسلط ارواح بر رایلی در نهایت به خودی خود ضعیف می‌شود. میا از ترس اینکه رایلی وقت نداشته باشد، سعی می‌کند با استفاده از دست با او در بیمارستان تماس بگیرد، اما در عوض تصویری از شکنجه رایلی در برزخ به او نشان داده می‌شود. مکس در خانه یادداشت خودکشی رئا را برای میا می‌خواند و از اینکه حقیقت را از او پنهان کرده عذرخواهی می‌کند. اندکی بعد، روح رئا به میا می‌گوید که مکس دروغ می‌گوید. میا توهم می‌کند که مکس به شدت به او حمله می‌کند، سپس ناخواسته با شنیدن سر و صدا مکس واقعی را با یک قیچی به گردن او می‌زند و در اتاقش را می‌شکند تا او را بررسی کند.
پس از اینکه رئا به او گفت که رایلی باید بمیرد تا از دستش رهایی یابد و کانگورو آسیب دیده را از قبل توهم می‌کرد، میا رایلی را از بیمارستان می‌دزدد و قصد دارد او را از بدبختی نجات دهد. جید می‌بیند که او را روی ویلچر به سمت لبه بزرگراه هل می‌دهد. رئا تلاش می‌کند تا میا را متقاعد کند تا رایلی را به سمت ترافیک روبرو کند، اما وقتی می‌گوید «ما او را برای همیشه خواهیم داشت»، میا متوجه می‌شود که «ریا» روح بدخواه از مالکیت اولیه‌اش بوده است که او را در تمام مدت دستکاری کرده است. میا از ویلچر دور می‌شود و جید برای نجات برادرش به سمت آنها می‌رود. ترافیک متوقف می‌شود و میا به شدت در جاده مجروح شده است.
میا ناگهان خود را در بیمارستان می‌بیند. او می‌بیند که رایلی کاملاً بهبود یافته با خانواده اش از خواب بیدار می‌شود و پدرش با آسانسوری که می‌رود بالا می‌رود. هیچ‌کس به او پاسخ نمی‌دهد و او متوجه می‌شود که دست‌هایش از ریخت افتاده است. پس از غرق شدن در تاریکی، میا به دست انسان و شمعی در دوردست نزدیک می‌شود و خود را در مهمانی دیگری احضار می‌کند، جایی که یکی از مهمان‌داران می‌گوید «به تو اجازه دادم وارد شوید.»

## بازیگران
- سوفی وایلد در نقش میا
- الکساندرا جنسن در نقش جید
- جو برد در نقش ریلی
- اوتیس دانجی در نقش دنیل
- میراندا اتو در نقش سو
- زوئی ترکیس در نقش هیلی
- کریس آلوسیو در نقش جاس
- مارکوس جانسون در نقش مکس
- الکساندریا استفنسن در نقش ریئا
- آری مک‌کارتی در نقش کول
- سانی جانسون در نقش داکت

## بازخورد

### گیشه
تا ۱ اکتبر ۲۰۲۳، با من حرف بزن ۴۸ میلیون دلار در ایالات متحده و کانادا و نیز ۲۴٫۶ میلیون دلار در سایر کشورها فروش داشته است که فروش جهانی آن در کل به ۷۲٫۶ میلیون دلار رسیده است.
در ایالات متحده و کانادا، با من حرف بزن در کنار عمارت متروکه اکران شد، و در ابتدا پیش‌بینی می‌شد در آخر هفته افتتاحیه‌اش از ۲٫۳۴۰ سینما ۴ تا ۵ میلیون دلار بفروشد. پس از کسب ۴٫۲ میلیون دلار در روز یکم (شامل ۱٫۳ میلیون دلار از پیش‌نمایش‌های پنجشنبه‌شب)، تخمین آخر هفته به ۱۰ میلیون دلار افزایش یافت. این فیلم در نهایت به فروش ۱۰٫۴ میلیون دلاری رسید و در رده پنجم قرار گرفت و بهترین آغاز به کار برای یک فیلم شرکت ای۲۴ از زمان میدسامر (در ژوئیه ۲۰۱۹) را داشت. این فیلم در آخر هفته دوم ۶٫۳ میلیون دلار فروش داشت (افت ۴۰ درصدی، بهتر از میانگین فیلم‌های ترسناک). این فیلم در شش هفته نخست نمایش در بین ۱۰ فیلم برتر باقی ماند و در ۳ سپتامبر از موروثی (۲۰۱۸) به‌عنوان پرفروش‌ترین فیلم ترسناک شرکت ای۲۴ با مجموع ۴۴٫۵ میلیون دلار پیشی گرفت.

### واکنش منتقدان
در وبگاه جمع‌آوری نقد راتن تومیتوز، ٪۹۵ از ۲۷۳ بررسی منتقدان مثبت است و میانگینِ امتیاز آن ۷٫۷/۱۰ است. اجماع این وبگاه چنین می‌نویسد: «با داستانی میخکوب‌کننده و جلوه‌های غیرکامپیوتری چشم‌نواز، با من حرف بزن فیلم ترسناک قرن بیست و یکمی شدیداً ناخوشایدی را متکی بر بُن کلاسیک روایت می‌کند.» این فیلم در متاکریتیک که از میانگین وزنی استفاده می‌کند، بر اساس نظر ۴۴ منتقدین امتیاز ۷۶ از ۱۰۰ را کسب کرده که نشان‌گر «نقدهای عموماً مطلوب» است. تماشاگران شرکت‌کننده در نظرسنجی سینماسکور، به این فیلم نمرهٔ «B+» در مقیاس «A+» تا «F» دادند.